# Torneo de las Cuatro Naciones 1901
El Torneo de las Cuatro Naciones de 1901 (Home Nations Championship 1901) fue la 19° edición del principal Torneo de rugby del Hemisferio Norte.
El campeonato fue ganado por la selección de Escocia.

## Clasificación
| Lugar | Selección  | Partidos | Partidos | Partidos  | Partidos | Puntos  | Puntos    | Puntos | Tabla de puntos |
| Lugar | Selección  | Jugados  | Ganados  | Empatados | Perdidos | A favor | En contra | dif.   | Tabla de puntos |
| ----- | ---------- | -------- | -------- | --------- | -------- | ------- | --------- | ------ | --------------- |
| 1     | Escocia    | 3        | 3        | 0         | 0        | 45      | 16        | +29    | 6               |
| 2     | Gales      | 3        | 2        | 0         | 1        | 31      | 27        | +4     | 4               |
| 3     | Irlanda    | 3        | 1        | 0         | 2        | 24      | 25        | -1     | 2               |
| 4     | Inglaterra | 3        | 0        | 0         | 3        | 9       | 41        | -32    | 0               |

## Resultados
| 5 de enero | Gales | 13 - 0 | Inglaterra | Cardiff, |  |

| 9 de febrero | Irlanda | 10 - 6 | Inglaterra | Dublín, |  |

| 9 de febrero | Escocia | 18 - 8 | Gales | Edimburgo, |  |

| 23 de febrero | Escocia | 9 - 5 | Irlanda | Edimburgo, |  |

| 9 de marzo | Inglaterra | 3 - 18 | Escocia | Londres, |  |

| 16 de marzo | Gales | 10 - 9 | Irlanda | Swansea, |  |

## Premios especiales
- Triple Corona:  Escocia
- Copa Calcuta:  Escocia